# Świetlinka pospolita

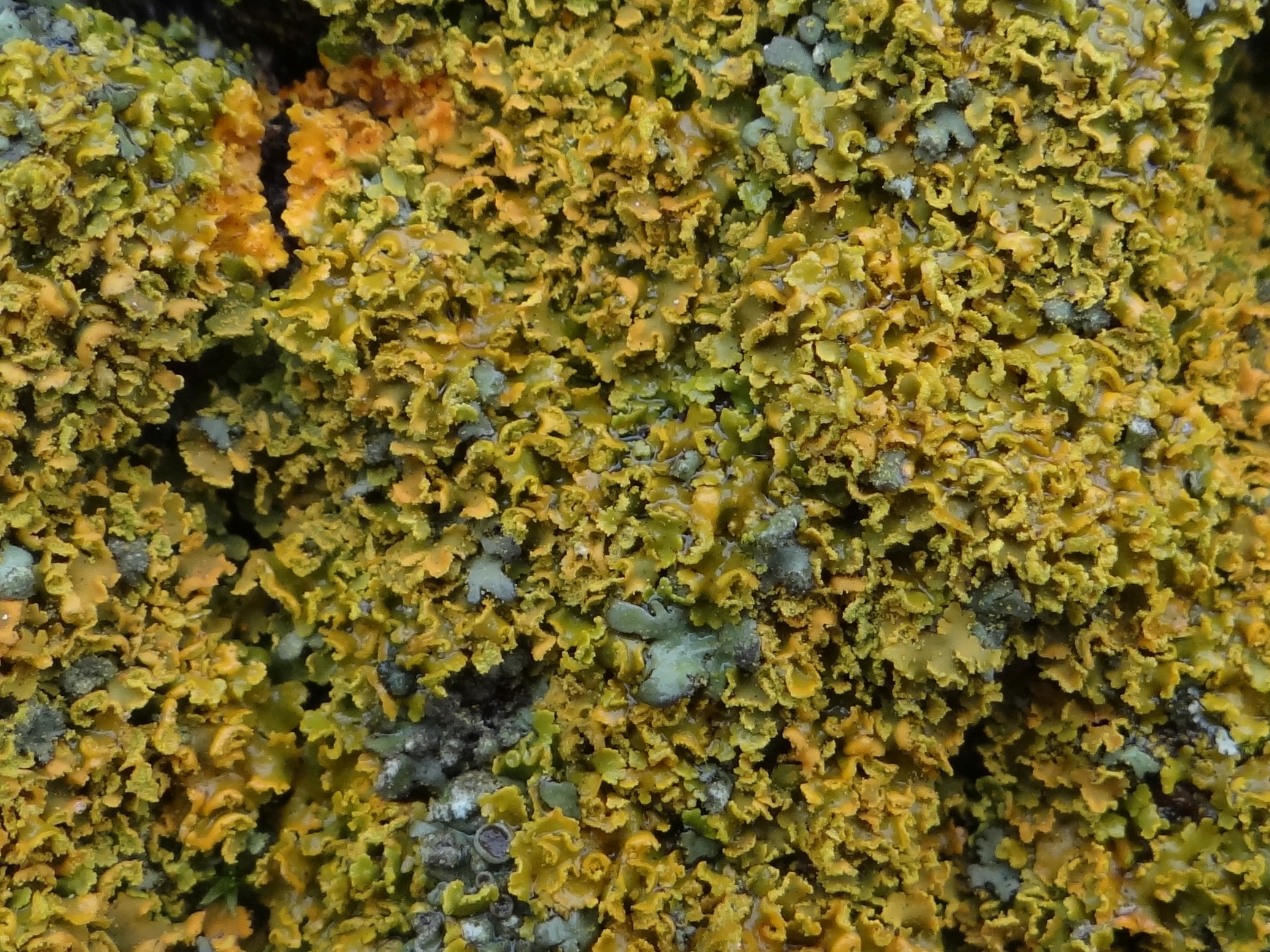

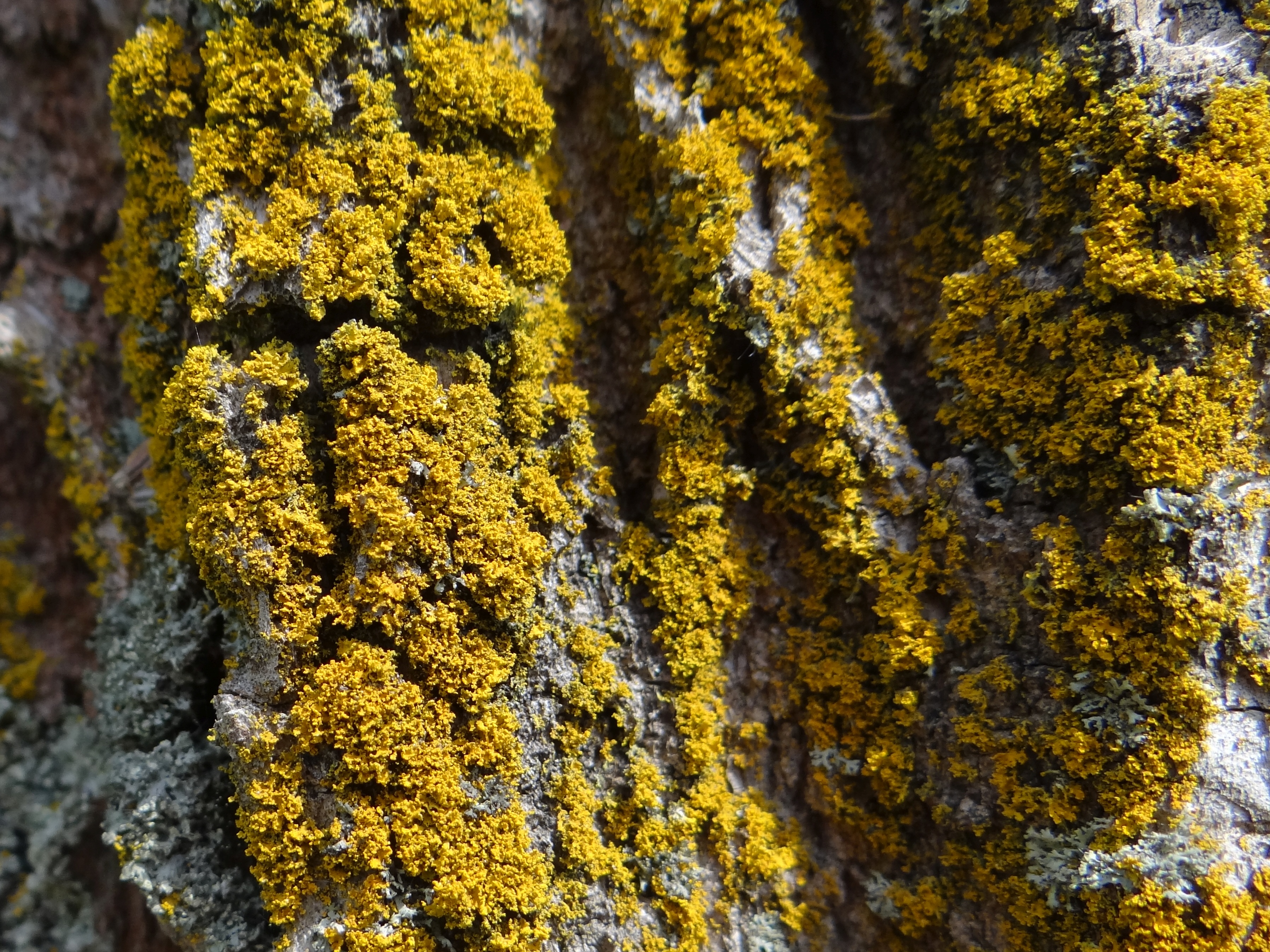

Świetlinka pospolita (Candelaria concolor (Dicks.) Arnold) – gatunek grzybów z rodziny Candelariaceae. Ze względu na symbiozę z glonami zaliczany jest do porostów.

## Systematyka i nazewnictwo
Pozycja w klasyfikacji według Index Fungorum: Candelariaceae, Candelariales, Candelariomycetidae, Candelariomycetes, Pezizomycotina, Ascomycota, Fungi.
Po raz pierwszy takson ten opisał w 1793 r. J. Dickson jako Lichen concolor (w tłumaczeniu na język polski:porost jaskrawy), później zaliczany był do różnych rodzajów. Obecną, uznaną przez Index Fungorum nazwę nadał mu F.G. Arnold w 1879 r.
Synonimy nazwy naukowej:
- Blasteniospora concolor (Dicks.) Trevis. 1869
- Caloplaca concolor (Dicks.) Jatta 1900
- Caloplaca concolor (Dicks.) Jatta 1900 var. concolor
- Lecanora concolor (Dicks.) Lamy 1879
- Lichen concolor Dicks. 1793
- Lobaria concolor (Dicks.) Hoffm. 1796
- Physcia concolor (Dicks.) Bagl. & Carestia 1880
- Teloschistes concolor (Dicks.) Tuck. 1882
- Xanthoria concolor (Dicks.) Th. Fr. 1871

Nazwy polskie według opracowania W. Fałtynowicza.

## Charakterystyka
Plecha
Listkowata o średnicy 0,5–2 cm, nieregularna lub rozetkowata i głęboko wcinana. Do podłoża przyczepia się chwytnikami. Często tworzy duże skupiska. Górna powierzchnia gładka, o barwie od jasnożółtej przez cytrynowożółtą do żółtozielonkawej. Poszczególne odcinki plechy mają długość do 2 mm, szerokość 0,1–0,5 mm i są nieregularnie podzielone. Do podłoża przylegają lub wznoszą się. Często na brzegach odcinków plechy znajdują się ziarenkowate urwistki. Dolna strona plechy biaława lub różowawa.
Rozmnażanie
Rozmnaża się głównie przez urwistki i pykniospory. Owocniki typu apotecjum występują bardzo rzadko. Mają średnicę 0,2–0,5 mm, są okrągłe i siedzące, o płaskich lub wypukłych tarczkach barwy żółtej, brunatnożółtej lub oliwkowozielonej. W jednym worku powstaje po 16–32 jednokomórkowych, bezbarwnych zarodników o elipsoidalnym lub jajowatym kształcie i rozmiarach 6–15 × 4–6 μm. Ponadto na górnej powierzchni plechy występują pyknidia, widoczne jako brodawki częściowo zagłębione w plesze. Powstają w nich elipsoidalne lub wąskoelipsoidalne pykniospory o rozmiarach 2-3 × 1,5 μm.
Budowa mikroskopowa;
Plecha heteromeryczna z glonami protokokkoidalnymi. Rdzeń biały, kora dolna bardzo cienka – o grubości 20 μm. Epitecjum ma grubość 5–10 μm, hypotecjum do 50 μm, obłocznia 60–90 μm. Występują w niej proste, cylindryczne lub baryłkowate wstawki o grubości do 5 μm.
Reakcje barwne porostów
Wszystkie reakcje negatywne. Kwasy porostowe: calycin  i pulvinic dilactone.

## Występowanie i siedlisko
Z wyjątkiem Antarktydy występuje na wszystkich kontynentach, a także na wielu wyspach. W Europie północna granica zasięgu biegnie przez Półwysep Skandynawski (64 stopień szerokości geograficznej). W Polsce występuje na obszarze całego kraju, zarówno na niżu, jak i w niższych położeniach górskich.
Występuje na korze licznych gatunków drzew, głównie liściastych. Wśród drzew szpilkowych notowano występowanie tylko na sosnach. Preferuje drzewa rosnące pojedynczo. Czasami (rzadko) notowano występowanie także na drewnie i na krzemianowych skałach.

## Gatunki podobne
Podobny jest złotorost postrzępiony (Xanthoria candelaria). Można go odróżnić po owocnikach, które tworzy dość często. Okazy bez owocników można odróżnić reakcjami barwnymi; złotorost ścienny K+ purpurowoczerwony. Złotlinka jaskrawa (Vulpicida pinastri) tworzy większą plechę i na brzegach odcinków posiada bardziej jaskrawe, półksiężycowate lub wargowe soralia. Liszajeczniki (Candelariella) mają plechę ziarenkowatą, złożoną z ziarenek o rozmiarze poniżej 0,3 mm.